# Trap (música)
El trap es un subgénero de la música hip hop iniciado por los raperos de Atlanta T.I., Jeezy y Gucci Mane, que se originó en el sur de los Estados Unidos, con referencias líricas al trap a partir de 1991, pero el sonido moderno del trap apareció en 1999. El género recibe su nombre del término de la jerga de Atlanta «trap house», una casa utilizada exclusivamente para vender drogas. La música trap es conocida por sus producciones simples, rítmicas y minimalistas que utilizan baterías sintetizadas, y se caracteriza por patrones complejos de hi-hat, cajas, bombos, algunos afinados con un largo decaimiento para emitir una frecuencia de bajo (originalmente de la caja de ritmos Roland TR-808), y contenido lírico que a menudo se centra en el uso de drogas y la violencia urbana.
El trap es esencialmente una mezcla de varios géneros diferentes (sobre todo a rap, crunk, snap, southern hip hop, memphis rap, electro, miami bass y bounce).

## Características
La música trap usa sintetizadores, cajas rítmicas, sub-graves, hi-hats de subdivisión binaria o ternaria y uso del auto-tune y los modos armónicos menores para darle una estética oscura y triste. Estas características primarias conformarán el sonido característico de la música trap procedente de productores como Shawty Redd.
La música trap emplea drones monofónicos de textura fina o gruesa de múltiples capas con, a veces, un acompañamiento melódico expresado con sintetizadores; cajas nítidas, sucias y rítmicas, profundos bombos 808, tiempos dobles, triples y charles divididos de manera similar, y un uso cinematográfico y sinfónico de instrumentos sintetizados de cuerda, metal, viento de madera y teclado para crear un sonido enérgico y sinfónico. atmósfera contundente, profunda y variante. Estas características principales, el sonido característico de la música trap, se originaron en el productor Shawty Redd. El trap puede usar una variedad de tempos, desde 50 BPM (programados a 100 BPM para lograr una subdivisión más fina del charles) hasta 88 (176) BPM, pero el tempo de un ritmo de trap típico es de alrededor de 70 (140) BPM.
La música trap se diferencia de otros géneros por su ritmo, arreglos electrónicos densos y sombríos. El trap mantiene una fuerte influencia del hip hop, tanto estética como técnicamente. Sin embargo, en la mayoría de los casos la métrica de la música trap es considerablemente más sencilla que la del rap tradicional, llegando en ocasiones a ignorar completamente la medida de los versos o la rima. Esta es la mayor diferencia entre ambos géneros, que a menudo suelen confundirse.
Surgió a principios de los años 1990 con discreta popularidad; el término se originó en Atlanta (Georgia), donde raperos y grupos como Three 6 Mafia, Tommy Wright III, Dj Zirk, Cool Breeze, Kilo Ali, Ghetto Mafia, Evil Pimp, Gangsta Pat, 8Ball & MJG, UGK, Outkast y Goodie Mob fueron de los primeros en usar este estilo en su música siendo considerados los padres del Trap, e incluyendo algunos temas inspiratorios del género de trap con algunos temas del cantante Michael Jackson, con ejemplo del solo Blue Gangsta de su álbum Xsape u otros temas del álbum Invincible.
A mediados de los años 2000, el número de raperos dedicados al trap aumentó, empezando a ser reconocido después del éxito de varios álbumes y sencillos con letras que cubrían temas sobre la vida en el gueto, el tráfico de drogas y la lucha por el éxito social. Varias personalidades del Southern Rap, como T.I., Young Jeezy, Gucci Mane y Rick Ross produjeron éxitos que comenzaron a aparecer más fuertemente en discos de mezclas y en emisoras de radio fuera de Estados Unidos.
A principios de los años 2010, la segunda ola de artistas del Trap alcanzaron el top de los Billboard y ayudaron a aumentar la popularidad del trap. El productor y pionero del Trap moderno Lex Luger ganó popularidad, llegando a producir más de 200 canciones en 2010 y 2011, incluyendo numerosos sencillos de artistas raperos famosos como Rick Ross con la canción «BMF (Blowin' Money Fast)», H•A•M de Kanye West y Jay-Z. Rick Ross, Future, Young Thug, Kanye West, Cardi B y especialmente Chief Keef puso de moda por su estilo. Muchos utilizan los ad-libs famosos de Keef tales como «aye», «gang gang», «let's get it» (versión de Lil Pump:esskeetit) y «phew» se convirtió en tendencia en el mundo del Trap. En varias entrevistas con Playboi Carti, YBN Almighty Jay, Lil Uzi Vert, Lil Pump, Smokepurpp, Ski Mask the Slump God y Juice WRLD dieron crédito a Keef por la mayor influencia de la ola del «Mumble Rap». Desde el surgimiento de Luger, su sonido característico ha sido de uso intensivo en el Trap de los bajos 808 renovando sonidos más limpios de buena calidad, las trampas nítidas, los hi hats de alta velocidad, las teclas de sintetizador y la orquestación de metales, cuerdas, instrumentos de viento y teclados. Muchos de sus sonidos fueron adoptados e incorporados por otros productores del hip hop. Lex Luger y 808 Mafia se consideran los pioneros del Trap moderno.

## Trap (EDM)
El trap no solo cuenta con una variante en lo que al mundo del rap se refiere, sino que también hace presencia en el mundo del EDM. Esta variante, como en la primera, cuenta con los característicos bajos 808, sintetizadores de audio y los hit hats puesto de la misma manera, en donde diferiría de la primera es que posee la estructura típica de una canción de EDM, no presenta como estándar el rapeo aunque suele verse también en este, no suele llevar cantos en el drop (coro) en vez presta mucho de la presencia de vocal chops y sintetizadores como del EDM Trap y el Hybrid Trap / Trapstep.
En sí el Trap presenta algo así como un mundo aparte en el contexto del EDM, esto dado que la fórmula del beat de trap encaja con las composiciones y estructuras de su género padre.